# Mel Sembler
Melvin Floyd Sembler (Saint Joseph, 10 maggio 1930 – St. Petersburg, 31 ottobre 2023) è stato un politico, diplomatico e imprenditore statunitense, ambasciatore in Australia (1989-1993) e in Italia (2001-2005) sotto le amministrazioni di George H. W. Bush e George W. Bush.
Sembler ha servito come amministratore delegato della Società Sembler, che sviluppa e gestisce centri commerciali, ed è cofondatore di Straight, Inc., un controverso centro di riabilitazione dalla droga. Sembler è stato personalmente accusato di essere responsabile per le accuse di gravi abusi fisici e psicologici accaduti nei suoi centri. Sembler ha servito come presidente della Scooter Libby Legal Defense Trust

## Storia personale
Nato nel 1930 a Saint Joseph (Missouri), Sembler si è laureato nel 1952 presso la Northwestern University, dove ha conseguito un bachelor of science.  Lui e sua moglie Betty hanno tre figli, Steve, Brent, e Greg, e sono nonni di undici nipoti.

## Carriera politica di raccolta fondi
Sembler è stato un fundraiser repubblicano sin dal 1979, raccogliendo un record di 21,3 milioni di dollari in una sola cena nell'aprile 2000. Durante la campagna presidenziale 1988, Sembler ha servito al National Steering Committee e al National Finance Committee  per la campagna presidenziale di George H. W. Bush. Inoltre, è stato Finance Co-Chairman per lo stato della Florida per la campagna presidenziale di George Bush, e ha giocato un ruolo strategico nella raccolta di fondi per il Fund for America's Future. Ha fatto parte della White House Conference for a Drug-Free America del Presidente Reagan ed è stato un consigliere per le politiche antidroga del presidente Bush e dell'ex Governatore della Florida Bob Martinez. Ha prestato servizio in qualità di Co-chairman del Republican National Committee's Team 100 e come Finance Co-Chairman dell'American Bicentennial Presidential Inaugural. Dal 1993 al 1995 è stato Finance Chairman del Partito Repubblicano della Florida.
Sembler ha servito come Finance Chairman per il Comitato Nazionale Repubblicano 1997-2000. Ha lavorato anche come National Committeeman per la Florida al Comitato Nazionale Repubblicano dalla sua elezione nel 1994 fino al 2000. Prima della sua nomina in qualità di Ambasciatore in Italia, Sembler è stato il Presidente Onorario della Coalizione ebraica repubblicana e presidente della Drug Free America Foundation, e ha preso parte al direttivo del Florida Governor's Mansion Foundation e del Florida Holocaust Museum. È membro residente del Florida Council of 100, un consiglio di consulenza imprenditoriale per il governatore della Florida, ed è stato un sostenitore attivo di numerose altre attività politiche, religiose e di comunità. Sembler serve attualmente nel direttivo del International Council of Shopping Centers, American Enterprise Institute, American-Australian Education Leadership Foundation, George Bush Presidential Library Foundation, Republican Jewish Coalition, e Moffitt Cancer Center.

## Carriera finanziaria
Sembler ha fatto parte del consiglio di amministrazione di diverse banche, tra cui la First Bank of Treasure Island, la National Bank, First Union Bank, e serve attualmente nel consiglio di amministrazione della American Momentum Bank. Collettivamente, ha servito nei consigli di amministrazione delle banche per oltre 14 anni. Ha fondato la Sembler Company, una società per lo sviluppo e gestione dei centri commerciali, ed è stato il portavoce per il settore dei centri commerciali come Presidente 1986-1987 dell'International Council of Shopping Center, in cui ha servito per 25 anni.

## Carriera diplomatica
Nel febbraio 1989, il presidente George H. W. Bush ha nominato Sembler ambasciatore degli Stati Uniti in Australia e Nauru, carica che ha ricoperto per tre anni e mezzo. Durante il suo incarico come ambasciatore, ha mostrato un interesse particolare per favorire l'esportazione in Australia di beni e servizi americani. Su raccomandazione del Governatore Generale dell'Australia e con l'approvazione di Sua Maestà, la regina Elisabetta II, Sembler è stato nominato ufficiale onorario dell'Ordine dell'Australia durante una cerimonia di investitura nell'ottobre del 2000, riconoscendone le realizzazioni e il servizio meritorio per l'Australia o l'umanità in generale. Sempre nel 2000, il governatore Jeb Bush ha istituito un "Betty Sembler day", in onore della moglie di Mel Sembler, per il suo impegno nella lotta contro la droga.
Sembler è stato nominato ambasciatore degli Stati Uniti in Italia dal Presidente George W. Bush, e si è insediato il 16 novembre 2001. Nel febbraio 2005 un annesso dell'ambasciata venne denominato Mel Sembler Building in suo onore, un onore mai concesso a un diplomatico in funzione, e reso possibile grazie ad un emendamento da parte del deputato Bill Young ad un disegno di legge sugli stanziamenti.
Durante il suo mandato, ha curato i rapporti con l'Italia durante la Seconda guerra del Golfo, inclusa la vicenda relativa all'omicidio di Nicola Calipari e alle differenti inchieste di Italia e Stati Uniti.
Il presidente George W. Bush ha chiamato Sembler a far parte della delegazione d'onore che lo ha accompagnato a Gerusalemme per la celebrazione del 60º anniversario della nascita dello Stato di Israele nel maggio 2008.
Nel 2014 gli è stato conferito presso la Camera dei Deputati il Premio America della Fondazione Italia USA.

## Accuse di abusi avvenuti presso Straight, Inc.
Nel 1976 Sembler e sua moglie fondano Straight, Inc., un programma di trattamento antidroga per adolescenti, che ha trattato più di 12.000 tossicodipendenti. Pare che il programma assomigliasse a The Seed, un precedente programma sospeso da parte del Senato degli Stati Uniti per il cattivo trattamento dei pazienti.
Straight Inc. è stato tormentato da accuse di abusi che vanno dalla privazione del sonno, la fame, eccessivo esercizio fisico, percosse, negazione dei bisogni fisici fondamentali, violenza sessuale, privazione di libertà e di parola e torture psicologiche.. Un caso pubblicizzato è stato quello di Samantha Monroe, la quale sosteneva di aver subito percosse, stupri, fame e di essere stata forzatamente bloccata in ripostiglio di un custode con pantaloni contenenti i suoi escrementi. Ella sostiene che a sua madre è stato detto che sua figlia era una bugiarda. 
Dopo queste affermazioni, il Senato degli Stati Uniti ha revocato la licenza di Straight, Inc. nel 1993, citando che il governo non dovrebbe finanziare "cambiamenti comportamentali crudeli e disumani". È stato suggerito che precedenti finanziamenti fossero stati forniti sotto pressione di Sembler e dei senatori dello stato La Drug Free America Foundation di Sembler continua a fare campagna per una politica della linea dura contro la droga. L'ex governatore Jeb Bush della Florida, fratello del presidente George W. Bush,l'ex Amministratore della Drug Enforcement Administration Karen Tandy, e il deputato Dan Lungren della California fanno parte del comitato consultivo della Fondazione.